# EuroBasket Feminino
EuroBasket Feminino (Campeonato Europeu Feminino de Basquete) é o mais importante torneio de seleções nacionais femininas de Basquetebol na Europa, atualmente é disputado a cada dois anos e classificatório para os Jogos Olímpicos e para o mundial de basquetebol.

## Campeonatos
| 1938 Detalhes | Itália                                  | Itália          | Lituânia        | Polônia           |
| 1950 Detalhes | Hungria                                 | União Soviética | Hungria         | Checoslováquia    |
| 1952 Detalhes | União Soviética                         | União Soviética | Checoslováquia  | Hungria           |
| 1954 Detalhes | Iugoslávia                              | União Soviética | Checoslováquia  | Bulgária          |
| 1956 Detalhes | Tchecoslováquia                         | União Soviética | Hungria         | Checoslováquia    |
| 1958 Detalhes | Polónia                                 | Bulgária        | União Soviética | Checoslováquia    |
| 1960 Detalhes | Bulgária                                | União Soviética | Bulgária        | Checoslováquia    |
| 1962 Detalhes | França                                  | União Soviética | Checoslováquia  | Bulgária          |
| 1964 Detalhes | Hungria                                 | União Soviética | Bulgária        | Checoslováquia    |
| 1966 Detalhes | Roménia                                 | União Soviética | Checoslováquia  | Alemanha Oriental |
| 1968 Detalhes | Itália                                  | União Soviética | Iugoslávia      | Polônia           |
| 1970 Detalhes | Países Baixos                           | União Soviética | França          | Iugoslávia        |
| 1972 Detalhes | Hungria                                 | União Soviética | Bulgária        | Checoslováquia    |
| 1974 Detalhes | Itália                                  | União Soviética | Checoslováquia  | Itália            |
| 1976 Detalhes | França                                  | União Soviética | Checoslováquia  | Bulgária          |
| 1978 Detalhes | Polónia                                 | União Soviética | Iugoslávia      | Checoslováquia    |
| 1980 Detalhes | Iugoslávia                              | União Soviética | Polônia         | Iugoslávia        |
| 1981 Detalhes | Itália                                  | União Soviética | Polônia         | Checoslováquia    |
| 1983 Detalhes | Hungria                                 | União Soviética | Bulgária        | Hungria           |
| 1985 Detalhes | Itália                                  | União Soviética | Bulgária        | Hungria           |
| 1987 Detalhes | Espanha                                 | União Soviética | Iugoslávia      | Hungria           |
| 1989 Detalhes | Bulgária                                | União Soviética | Checoslováquia  | Bulgária          |
| 1991 Detalhes | Israel                                  | União Soviética | Iugoslávia      | Hungria           |
| 1993 Detalhes | Itália                                  | Espanha         | França          | Eslováquia        |
| 1995 Detalhes | Chéquia                                 | Ucrânia         | Itália          | Rússia            |
| 1997 Detalhes | Hungria                                 | Lituânia        | Eslováquia      | Alemanha          |
| 1999 Detalhes | Polónia                                 | Polônia         | França          | Rússia            |
| 2001 Detalhes | França                                  | França          | Rússia          | Espanha           |
| 2003 Detalhes | Grécia                                  | Rússia          | Chéquia         | Espanha           |
| 2005 Detalhes | Turquia                                 | Chéquia         | Rússia          | Espanha           |
| 2007 Detalhes | Itália                                  | Rússia          | Espanha         | Bielorrússia      |
| 2009 Detalhes | Letónia                                 | França          | Rússia          | Espanha           |
| 2011 Detalhes | Polónia                                 | Rússia          | Turquia         | França            |
| 2013 Detalhes | França                                  | Espanha         | França          | Turquia           |
| 2015 Detalhes | Hungria · Roménia                       | Sérvia          | França          | Espanha           |
| 2017 Detalhes | Chéquia                                 | Espanha         | França          | Bélgica           |
| 2019 Detalhes | Sérvia · Letónia                        | Espanha         | França          |                   |
| 2021 Detalhes | França · Espanha                        | Sérvia          | França          | Bélgica           |
| 2023 Detalhes | Eslovênia · Israel                      | Bélgica         | Espanha         | França            |
| 2025 Detalhes | Grécia · Alemanha · Chéquia · Itália    | Bélgica         | Espanha         | Itália            |
| 2027 Detalhes | Lituânia · Bélgica · Finlândia · Suécia |                 |                 |                   |

## Títulos
- União Soviética - 21
- Espanha - 4
- Rússia - 3
- França - 2
- Sérvia - 2
- Bélgica - 2
- Itália - 1
- Bulgária - 1
- Ucrânia - 1
- Lituânia - 1
- Polônia - 1
- República Checa - 1